# Anouschka
Anouschka ist, als Diminutiv zu Anna, ein weiblicher Vorname.

## Namensträgerinnen

### Anouschka
- Anouschka Bernhard (* 1970), deutsche Fußballspielerin
- Anouschka Fiedler (* 1968), deutsche Fallschirmspringerin
- Anouschka Horn (* 1967), deutsche Journalistin und Fernsehmoderatorin
- Anouschka Renzi (* 1964), deutsch-schweizerische Schauspielerin

### Anouchka
- Anouchka Delon (* 1990), französische Schauspielerin
- Anouchka Hack (* 1996), deutsche Cellistin
- Anouchka van Miltenburg (* 1967), niederländische Politikerin

### Anoushka
- Anoushka Shankar (* 1981), britische Sitar-Spielerin

### Anuschka
- Anuschka Gläser (* 1969), deutsche Eis- und Rollkunstläuferin
- Anuschka Herbst (* 1974), deutsche Schauspielerin
- Anuschka Roshani (* 1966), deutsche Journalistin und Schriftstellerin
- Anuschka Tischer (* 1968), deutsche Historikerin
- Anuschka Tochtermann (* 1994), deutsche Schauspielerin

### Anushka
- Anushka Ravishankar (* 1961), indische Schriftstellerin
- Anushka Sanjeewani (* 1990), sri-lankische Cricketspielerin
- Anushka Sharma (* 1988), indische Schauspielerin